# Williston (Vermont)
Pour les articles homonymes, voir Williston.
Williston est une ville située dans le comté de Chittenden, dans l’État du Vermont, aux États-Unis. Williston fait partie de la région métropolitaine de Burlington. Sa population s’élevait à 8 698 habitants lors du recensement de 2010, estimée à 9 578 habitants en 2016.

## Histoire
La ville fut nommée en l’honneur de Samuel Willis, pionnier de la fin du XVIIe siècle.

## Démographie
| Groupe            | Williston | Vermont | États-Unis |
| ----------------- | --------- | ------- | ---------- |
| Blancs            | 95,6      | 95,3    | 72,4       |
| Asiatiques        | 2,0       | 1,3     | 4,8        |
| Métis             | 1,1       | 1,7     | 2,9        |
| Afro-Américains   | 1,0       | 1,0     | 12,6       |
| Autres            | 0,2       | 0,4     | 6,2        |
| Amérindiens       | 0,2       | 0,4     | 0,9        |
| Total             | 100       | 100     | 100        |
|                   |           |         |            |
| Latino-Américains | 1,5       | 1,5     | 17,37      |

Selon l'American Community Survey, pour la période 2011-2015, 90,38 % de la population âgée de plus de 5 ans déclare parler l'anglais à la maison, 3,61 % le français, 1,46 % l'allemand, 1,15 % le tagalog, 1,02 % l'arabe, 0,88 % l'espagnol, 0,67 % le russe et 0,81 % une autre langue.